# Westland Sea King
El Westland WS-61 Sea King es un helicóptero británico fabricado por Westland Aircraft, siendo este una licencia de producción del helicóptero estadounidense Sikorsky SH-3 Sea King.
El Westland Sea King difiere de la versión estadounidense considerablemente, estando las principales diferencias presentes en los motores Rolls-Royce Gnome (licencia de producción del General Electric T58), en los sistemas de guerra antisubmarina diseñados en el Reino Unido, y en el sistema de control gestionado por ordenador. El Westland Sea King también tiene un derivado conocido como Commando para el transporte de tropas.

## Diseño y desarrollo
La compañía Westland Aircraft, la cual mantenía un acuerdo de larga duración con Sikorsky que le permitía fabricar los helicópteros de Sikorsky bajo licencia, renovó el acuerdo para poder fabricar el Sikorsky Sea King poco después de que el Sea King realizase su primer vuelo en el año 1959.
En el año 1966 la Marina Real Británica seleccionó el Sea King para cubrir la necesidad de un helicóptero de guerra antisubmarina, que sustituyese al Westland Wessex, realizando un pedido a Westland por 60 Sea Kings el 27 de junio de 1966.
El prototipo y la aeronave de preproducción fueron fabricadas a partir de componentes construidos por Sikorsky. El primer Sea King fabricado por Westland, y primera aeronave para la Marina Real Británica, fue designada como Sea King HAS1, y realizó su primer vuelo el 7 de mayo de 1969.
Se llegaron a fabricar un total de 344 Westland Sea Kings, entregándose el último Westland Sea King, de la variante Mk 43B SAR a la Real Fuerza Aérea Noruega. El último de los Sea King de la Marina Real Británica dedicado a misiones de guerra antisubmarina fue retirado en el año 2003, siendo sustituido por el AgustaWestland Merlin HM1.

## Usuarios

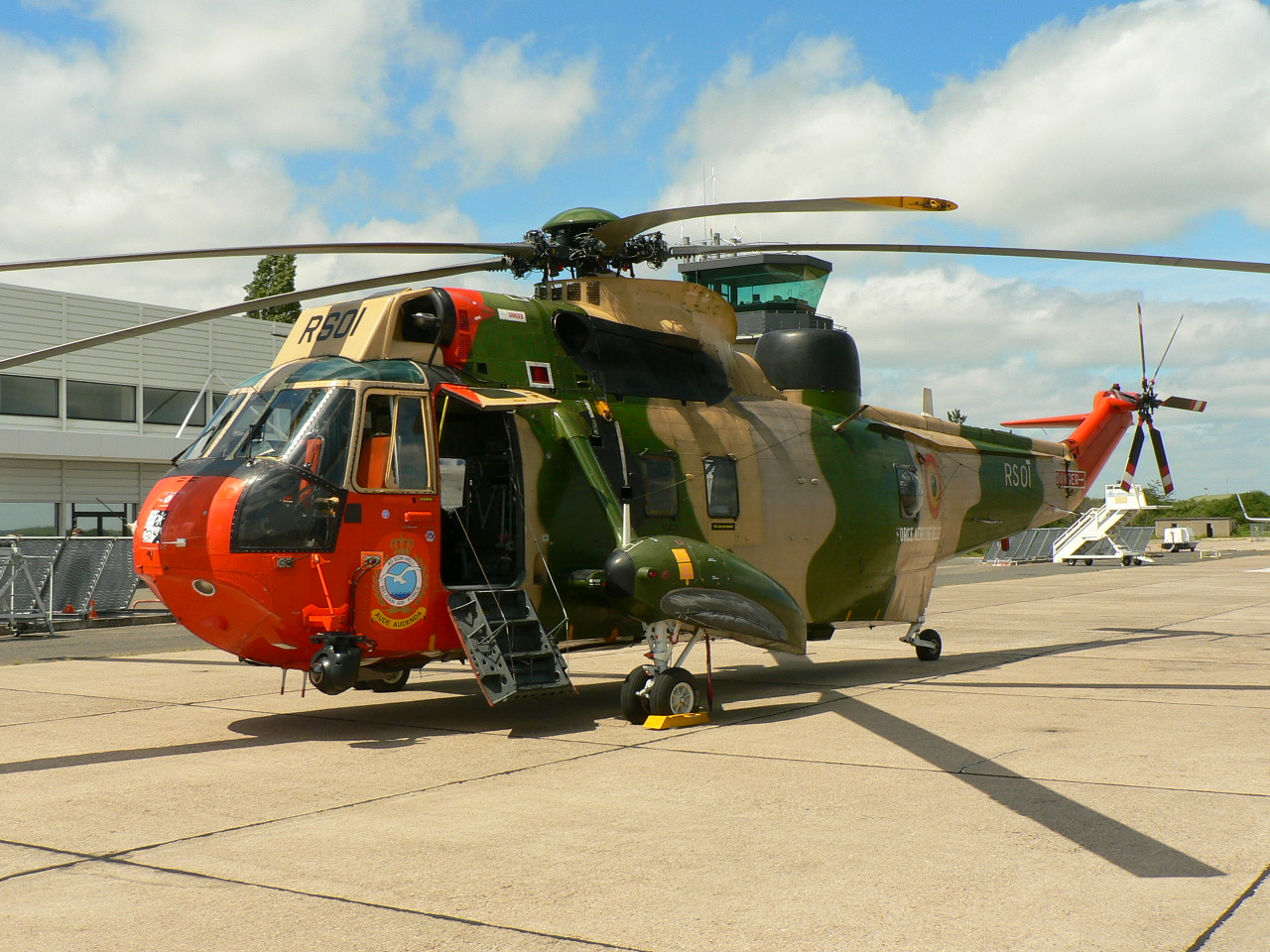
Sea King Mk.48 de la Fuerza Aérea Belga.

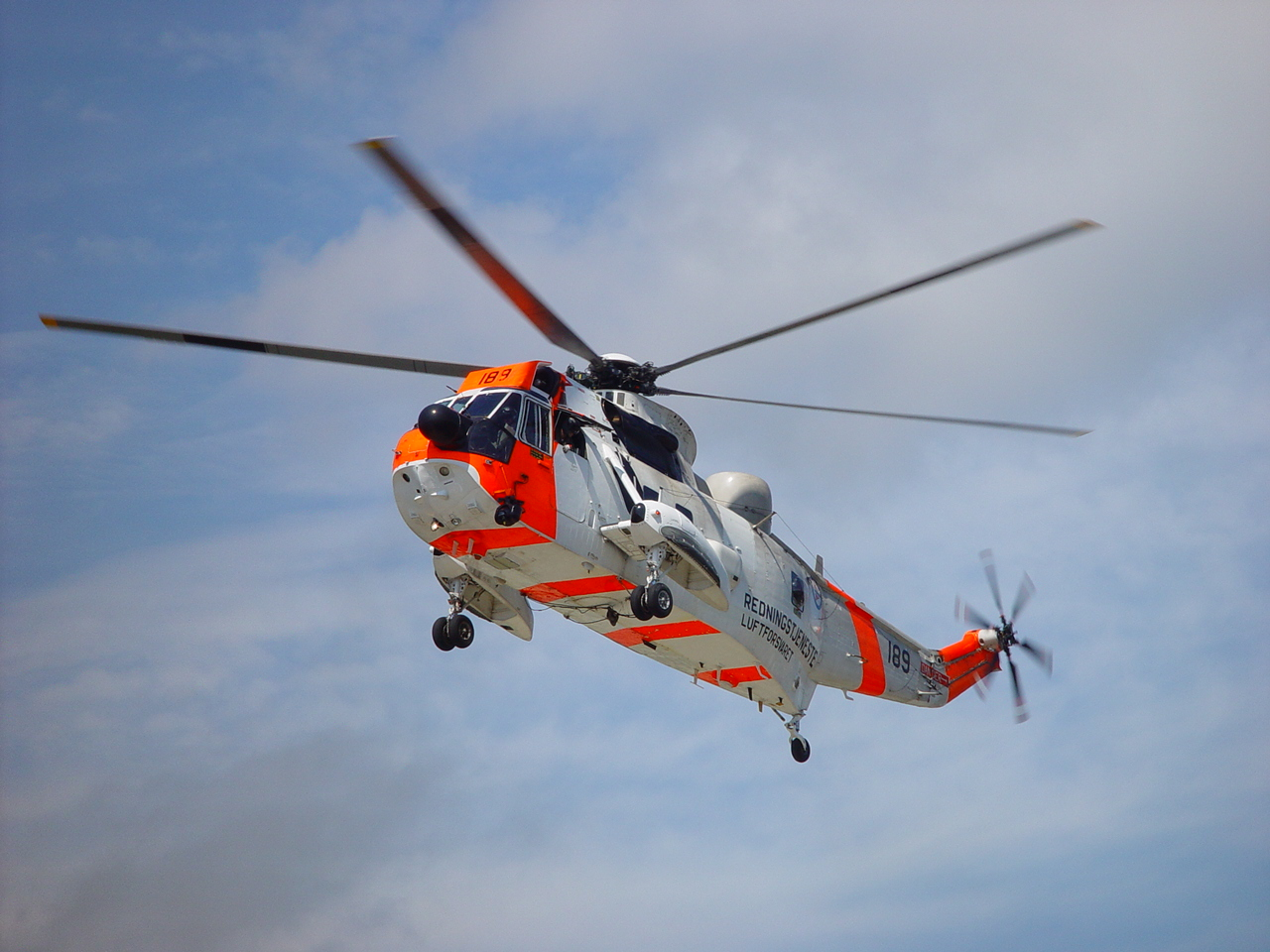
Sea King Mk.43 de la Real Fuerza Aérea Noruega.

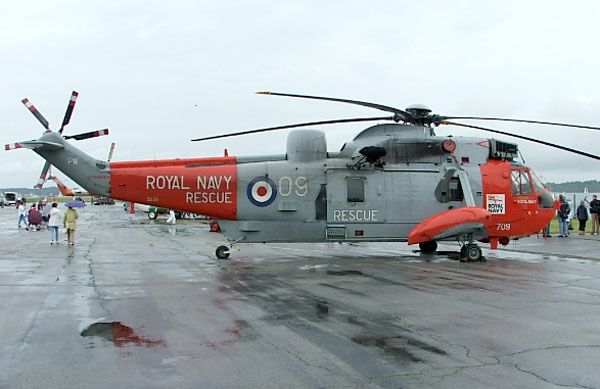
Sea King de búsqueda y rescate de la Royal Navy.

Australia
- Marina Real Australiana

 Bélgica
- Componente Aéreo Belga

 Egipto
- Fuerza Aérea de Egipto
- Marina egipcia

 Alemania
- Deutsche Marine

 India
- Marina india

 Malasia
- Fuerza Aérea Real de Malasia

 Noruega
- Real Fuerza Aérea Noruega

 Pakistán
- Armada de Pakistán

 Catar
- Fuerza Aérea de Catar

 Sierra Leona
- Fuerza Aérea de Sierra Leona

 Reino Unido
- Real Fuerza Aérea británica
- Marina Real británica - Fleet Air Arm
- Royal Aircraft Establishment

## Especificaciones
Referencia datos: Omnifarious Sea King

### Características generales
- Tripulación: 4 (piloto, copiloto y dos operadores para guerra submarina)
- Longitud: 16,7 m
- Diámetro rotor principal: 18.90 m
- Altura: 5,13 m
- Peso vacío: 6.387 kg
- Peso cargado: 9.525 kg
- Peso máximo al despegue: 9.707 kg kg
- Planta motriz: 2× turboeje Rolls-Royce Gnome H1400-2.
  - Potencia: 1.660 CV cada uno.
- Hélices: 1

### Rendimiento
- Velocidad nunca excedida (Vne): 270 km/h
- Alcance: 1000 km
- Techo de vuelo: 4.481 m
- Régimen de ascenso: 400 - 670 m/min

### Armamento
- Armas de proyectiles: Torretas y armas estacionarias en puertas de algunos modelos
- Otros: Cargas de profundidad, 2 torpedos Mk. 46/44 antisubmarino

### Desarrollos relacionados
- SH-3 Sea King

### Aeronaves similares
- AgustaWestland EH101
- Kamov Ka-25
- Mil Mi-14
- NHI NH90
- SH-2 Seasprite
- SH-60 Seahawk
- Westland Lynx